# قطار شهری کلن
قطار شهری کلن (آلمانی: Cologne Stadtbahn) سامانه قطار سبک شهری در کلن، آلمان است.
این قطار شهری که در سال ۱۸۷۶ تأسیس شده دارای ۱۲ خط، ۲۳۳ ایستگاه و ۱۹۴٫۸ کیلومتر طول می‌باشد.

## نگارخانه

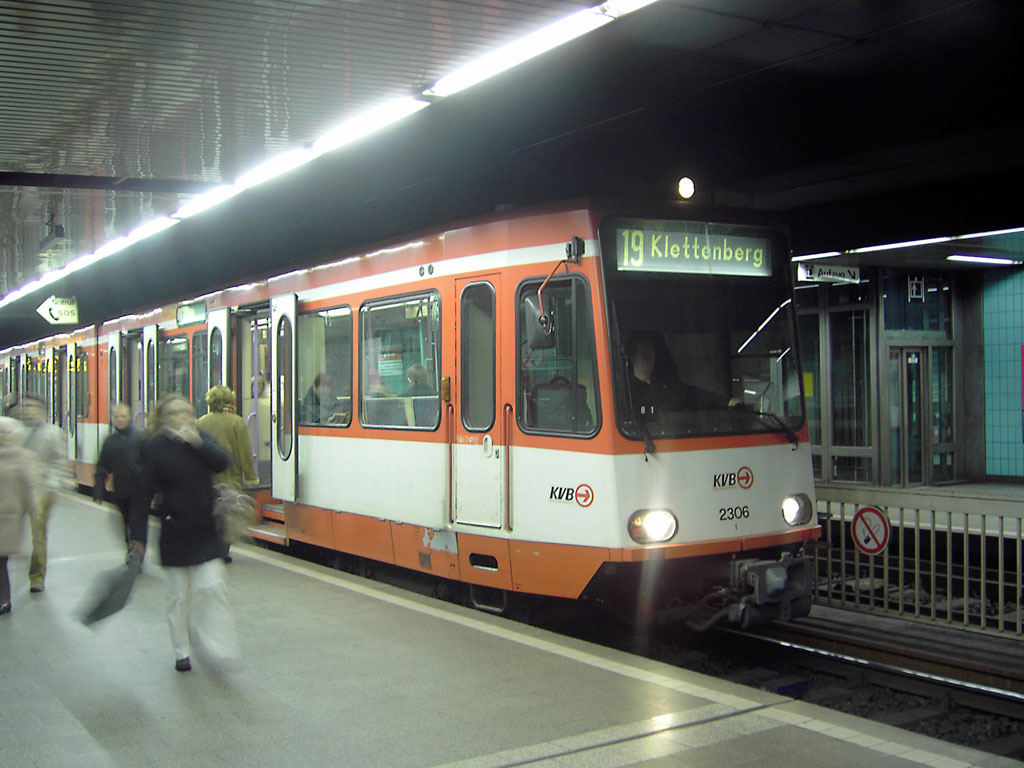
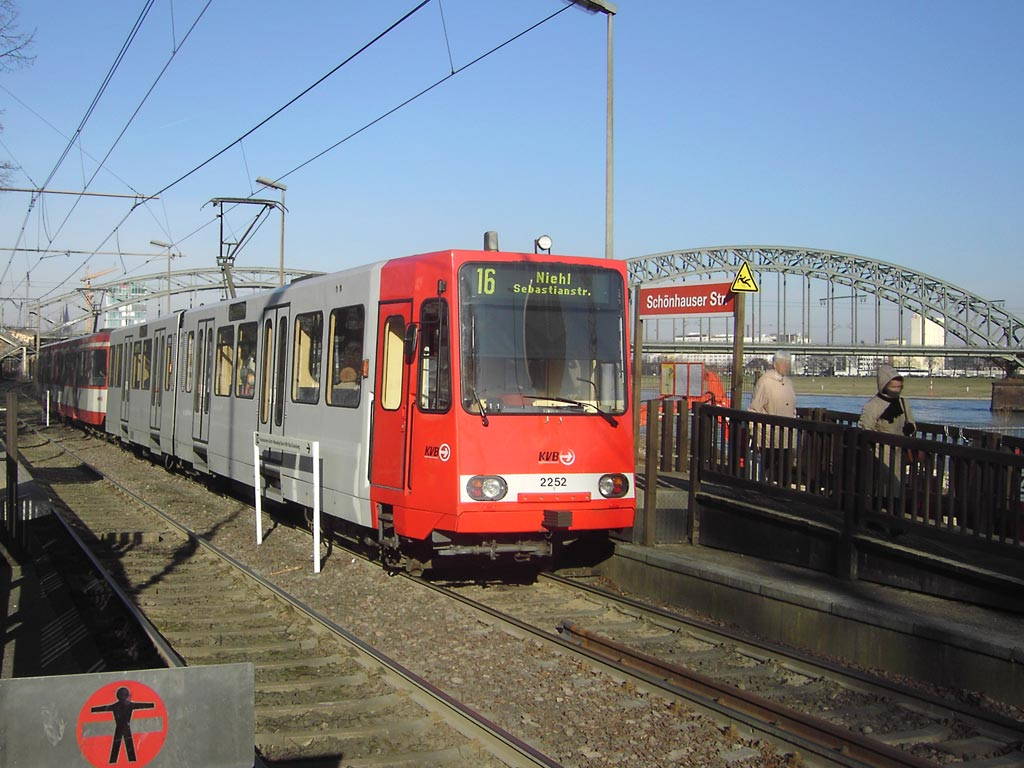
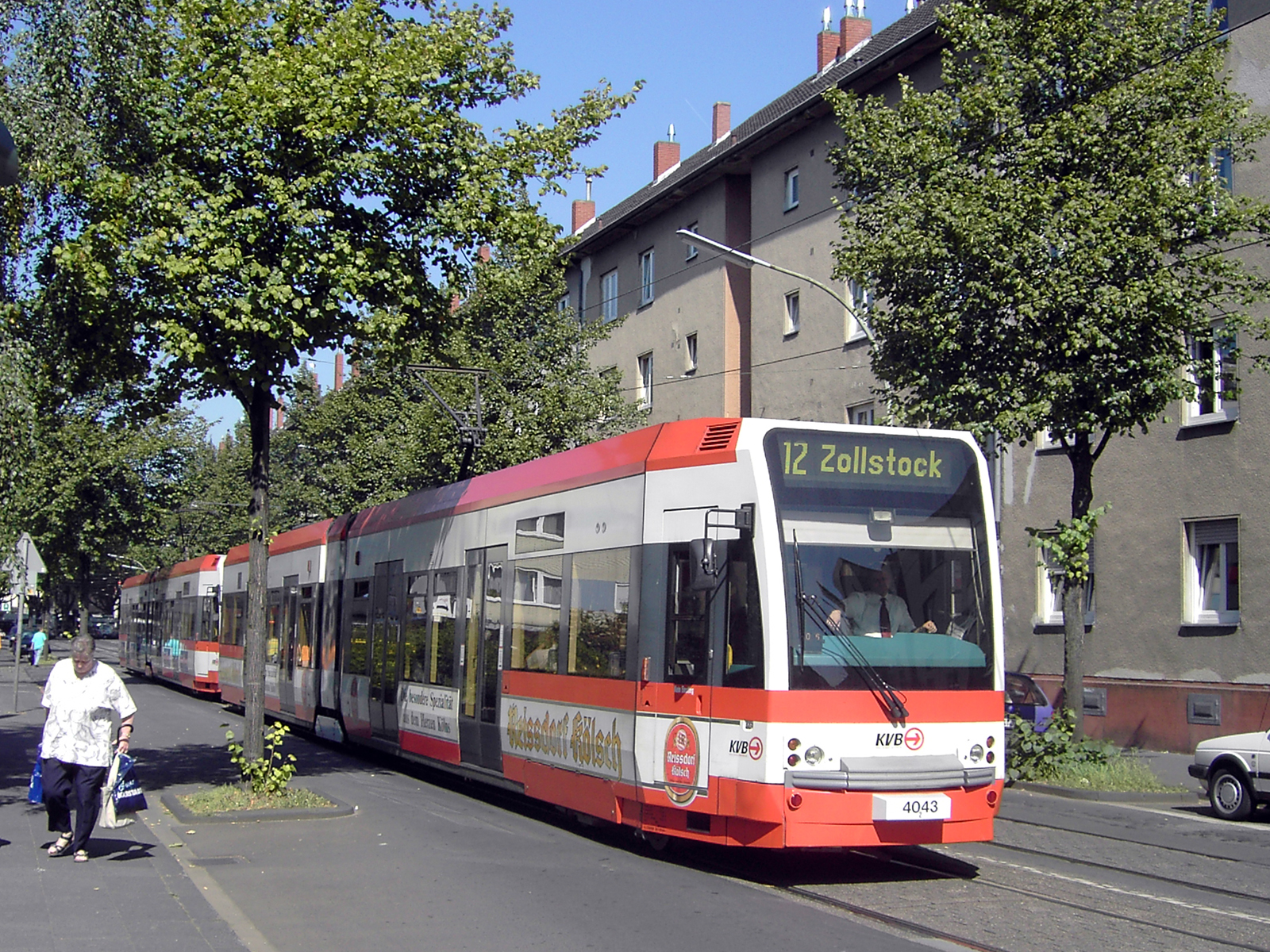
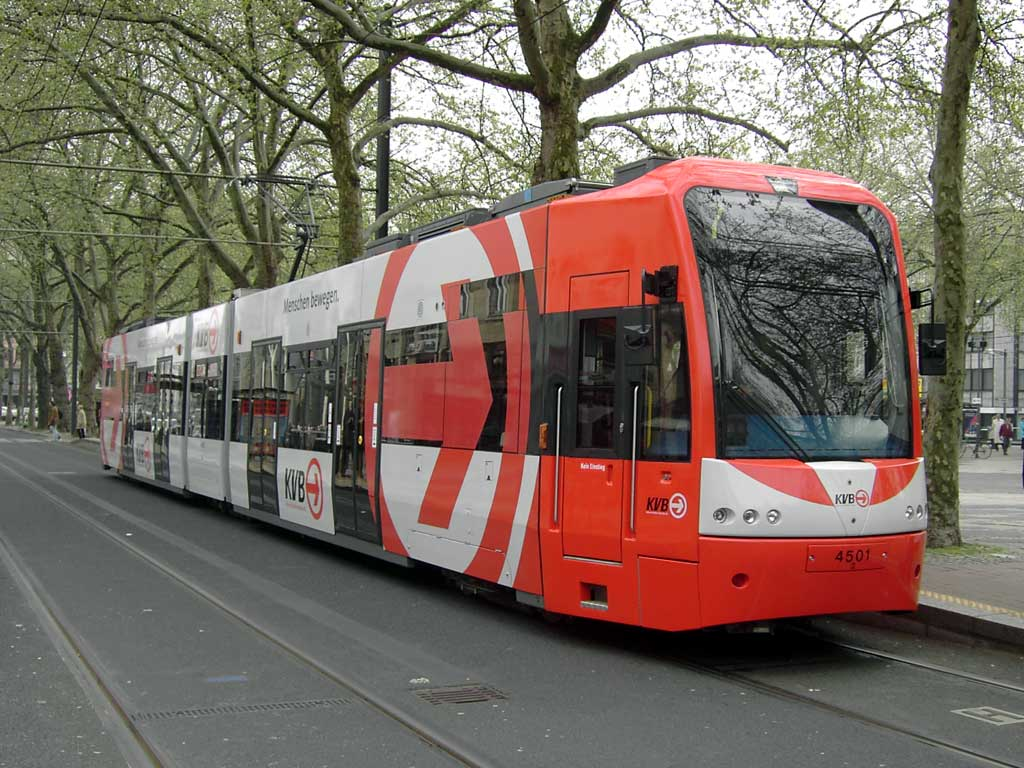
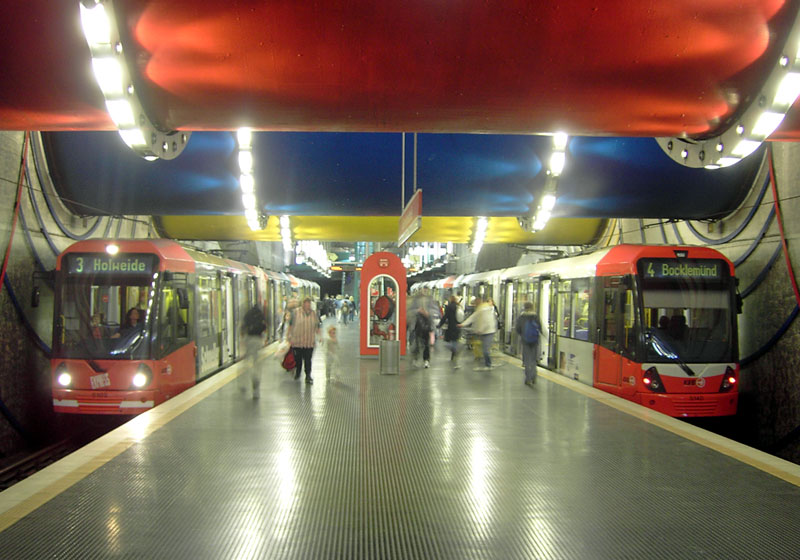